# Matías Rey
Pour les articles homonymes, voir Rey.
Matías Rey est un joueur argentin de hockey sur gazon né le 1er décembre 1984 à Buenos Aires. Il a remporté avec l'équipe d'Argentine la médaille d'or du tournoi masculin aux Jeux olympiques d'été de 2016 à Rio de Janeiro.